# Brian Clemens
Brian Clemens est un scénariste et producteur de télévision et de cinéma britannique, né à Croydon, au Royaume-Uni, le 30 juillet 1931, et mort le 10 janvier 2015.
Clemens est surtout connu pour avoir produit les séries télévisées Chapeau melon et bottes de cuir et Les Professionnels. Au cours des années 1970, il produit plusieurs films pour la Hammer.

## Biographie

### Jeunesse
Brian Clemens quitte l'école à quatorze ans. Il effectue son service national dans le Royal Army Ordnance Corps (en). En 1955, alors qu'il est employé comme rédacteur publicitaire par l'agence J. Walter Thompson, il envoie un scénario intitulé Valid for Single Journey Only à la BBC et attire l'attention de la société de production indépendante des frères Danziger. Clemens devient scénariste pour les Danziger, qui produisent des films à petit budget et des téléfilms,.

### Télévision
Clemens fait partie des premiers scénaristes de la série Chapeau melon et bottes de cuir (The Avengers) dès 1961. Il est producteur associé et principal scénariste des épisodes à partir de sa 4e saison, laquelle connaît un succès international et influence durablement la production télévisuelle britannique de fiction des années 1970. Il produit et scénarise de nombreux épisodes de la série d'anthologie "Thriller", diffusée en France sous le titre Angoisse, en 1977. Sa société The Avengers Enterprises Ltd produit en 1976-1977 une version « modernisée » de Chapeau melon, coproduction entre la France, le Canada et la Grande-Bretagne, diffusée dans 120 pays. À la tête de la société Avengers Mark One Productions, il produit ensuite la série Les Professionnels (The Professionals). Clemens est aussi l'auteur de nombreux scénarios de séries télévisées, dont L'Homme invisible, Destination Danger, Amicalement vôtre, le Baron (sous le pseudonyme Tony O'Grady) ou encore Perry Mason et Les Enquêtes de Remington Steele. Il a aussi produit une série allemande, Blaues Blut, diffusée en France sous le titre "Detective Gentleman".

### Cinéma
En 1970, il produit et écrit avec Terry Nation et Albert Fennel le film And soon the Darkness, puis en 1971, Dr Jekyll et Sister Hyde pour la société Hammer. En 1974, il écrit et réalise son unique long métrage, Capitaine Kronos, tueur de vampires. Il signe le scénario de plusieurs films, dont Terreur aveugle (See No Evil), réalisé par Richard Fleischer, Le Voyage fantastique de Sinbad (The Golden Voyage of Sinbad) et Les Yeux de la forêt (The Watcher in the Woods),.

## Distinctions et récompenses
En 2010, Brian Clemens est nommé officier de l'ordre de l'Empire britannique (OBE).
Le British Film Institute lui consacre une rétrospective en 2010.